# Бочарова, Светлана Петровна
Светла́на Петро́вна Бочаро́ва (16 марта 1928, Харьков — 5 сентября 2012, там же) — советский, российский и украинский психолог, специалист в области общей, педагогической и инженерной психологии. Доктор психологических наук, профессор. Академик Балтийской педагогической академии. Отличник народного образования Украины. В память об учёном учреждены «Бочаровские чтения».

## Биография
Светлана Петровна Бочарова родилась 16 марта 1928 года в Харькове в интеллигентной семье, отец — завкафедрой электротехники в ХАДИ и ХИИТе, а мать — учитель английского языка. Она была вторым ребёнком в семье, первый был брат Юрий. С 1941 по 1944 год находилась в эвакуации в Узбекистане, где в 1944 году в Ташкенте окончила среднюю школу.
В 1949 году окончила Харьковский университет им. М. Горького (филологический факультет). С 1949 по 1950 год преподавала в 6-й средней школе Харькова.
В 1953 году окончила аспирантуру Харьковского государственного педагогического института им. Г. Сковороды (кафедра психологии). Её учителями были: П. И. Зинченко, В. И. Аснин, К. Е. Хоменко, О. М. Концева.
В 1954 году защитила кандидатскую диссертацию по теме «Изучение типологических особенностей школьников в условиях учебной работы и в процессе игры». С 1954 по 1963 год преподавала на кафедре педагогики и психологии Днепропетровского государственного университета. С 1963 по 1974 год работала доцентом в ХГУ им. М. Горького на кафедре психологии.
С 1976 по 1979 год заведовала кафедрой психологии в ХГПИ. В 1977 году в ЛГУ защитила докторскую диссертацию по теме «Память как процесс переработки информации». В 1979 году получила учёное звание профессора. С 1979 по 1982 год работала заведующей кафедрой психологии ХГУ им. М. Горького.
В течение двадцати лет (с 1963 по 1982 год) принимала участие в работе четырёх Международных психологических конгрессов. В 1984 году организовала симпозиум «Мнемические процессы» на VI съезде психологов СССР. С 1983 по 1989 год работала профессором на кафедре психологии в Харьковском педагогическом институте им. Г. Сковороды. В 1989 году работала в Украинской инженерно-педагогической академии. С 1989 по 2012 год работала заведующей кафедрой психологии Украинской инженерно-педагогической академии. Учёные кафедры психологии проводили госбюджетные научные исследования по теме «Формирование психологической культуры студентов инженерно-педагогических специальностей». С 1995 по 2005 год работала в Харьковском национальном университете внутренних дел ведущим научным сотрудником лаборатории социальной и психологической работы.
Скончалась 5 сентября 2012 года в Харькове.

## Семья
- Брат — Юрий Петрович Бочаров (4 мая 1926 — 1 сентября 2023) — советский и российский архитектор, историк и теоретик градостроительства, доктор архитектуры, профессор, действительный член Российской академии архитектуры и строительных наук, Российской академии художественной критики, Украинской академии архитектуры, член-корреспондент Международной академии архитектуры стран Востока.

## Ученики
На протяжении 1975—2008 годов подготовила сорок кандидатов психологических наук и пять докторов психологических наук. Среди учеников: Наталья Сергеевна Курченко, Юлия Александровна Белоцерковская, Юрий Иванович Блинов.

## Профессиональные членства
- Член Международной эргономической ассоциации (1975—2008)[2];
- Член специализированных советов (кандидатских и докторских; Ленинград, Киев, Харьков; 1979—2008)[2];
- Член Центрального Совета Общества психологов СССР (1980—1989)[2].

## Публикации
Подготовила и издала 10 монографий и учебников, а также 200 статей и методических пособий.

### Монографии
- Исследование памяти [Текст] : моногр. / под ред. Н. Н. Корж. — М. : Наука, 1990. — 216 с.
- Память в процессах обучения и профессиональной деятельности. — Тернополь : Астон, 1997. — 351 с. : ил.
- Психология управления. — Х. : Фортуна-пресс ; Симферополь : Реноме, 1998. — 464 с.
- Психология и память : Теория и практика для обучения и работы. — Х. : Гуманитар. центр, 2007. — 384 с. : ил.
- Психология памяти. — Институт Прикладной Психологии «Гуманитарный Центр», 2016. — 344 с. — ISBN 978-617-7022-78-6.

### Учебники и учебные пособия
- Основы психологии управления : учеб. — Х.: Ун-т внутр. дел, 1999. — 528 с.
- Юридическая психология : учеб. для вузов / Нац. ун-т внутр. дел. — Х.: Изд-во Нац. ун-та внутр. дел, 2002. — 640 с.
- Юридическая психология : учеб. / Нац. ун-т внутр. дел. — Х.: Титул, 2006. — 750 с.
- Инженерная психология : учеб. пособие для вузов / под ред. Г. К. Середа. — К. : Вища шк., 1976. — 307 с.
- Система психолого-педагогической подготовки персонала АЭС : учеб. пособие для инструкторов персонала АЭС. — Энергодар, 1995. — 250 с. — (Для служебного пользования)
- Профессионализм и лидерство [Текст] : учеб. пособие — Х. : Титул, 2006. — 578 с.
- Психология управления [Текст] : учеб. пособие. — Х. : Титул, 2007. — 532 с.

### Учебно-методические издания
- Методические указания к общему курсу психологии по теме «Приемы памяти» для студентов биологического факультета / Харьк. гос. ун-т им. А. М. Горького. — Х. : ХГУ, 1982. — 51 с. : ил.
- Методические указания по проведению педагогической практики студентов психологического отделения [Текст]. — Х. : Изд-во ХГУ, 1982. — 26 с.
- Проблемы памяти : метод. пособие к общему курсу психологии для студ. биол. ф-та ХГУ. — Х. : Изд-во ХГУ, 1982. — 50 с.
- Психология : метод. указания к выполнению контр. заданий для заочников инженер.-пед. спец. / Харьк. инженер.-пед. ин-т. — Х. : [б. и.], 1990. — 47 с.
- Учебно-методические материалы по экспериментальной психологии для студентов III курса. Раздел «Классические методы исследования памяти». — Х. : Изд-во ХГУ, 1990. — 29 с.
- Методические указания к выполнению контрольных заданий (для заоч. формы обучения) / Харьк. инженер.-пед. ин-т. — Х. : ХИПИ, 1991. — 30 с.
- Методы практической психологии : Социометрический метод определения межличностных отношений в структуре групп учащихся : метод указания к заданию по психологии на второй пед. практике для инженер.-пед. спец. / Харьк. инженер.-пед. ин-т. — Х. : ХИПИ, 1992. — 13 с.
- Общая психология : Развитие навыков педагогического общения : метод. указания к лаборатор. работам для инженер.-пед. спец. / Харьк. инженер.-пед ин-т. — Х. : ХИПИ, 1992. — 16 с.
- Общая психология : Самосознание и самооценка личности : метод. указания к лаборатор. работам для инженер.-пед. спец. — Харьк. инженер.-пед ин-т. — Х. : ХИПИ, 1992. — 19 с.
- Методы практической психологии : Социометрический метод определения статуса личности учащихся в группе : метод указания к заданию по психологии на первой пед. практике для инженер.-пед. спец. / Харьк. инженер.-пед. ин-т. — Х. : ХИПИ, 1993. — 16 с.
- Методические указания по выполнению курсовых работ для студентов 2 курса / Укр. инженер.-пед. акад. — Х. : УИПА, 1995. — 15 с.
- Психодиагностический комплекс методик для отбора и лонгитюдного контроля профессиональной подготовки студентов : учеб.-метод. пособие. — Х. : УИПА, 1995. — 400 с.
- Психология : метод. указания по выполнению курсовой работы для инженер.-пед. спец. / Укр. инженер.-пед. акад. — Х. : [б. и.], 1995. — 14 с.

## Критика
Кандидат психологических наук, доцент Иванченко А. А.: 

Нередко полученный опыт сопряжен с проблематичными и даже критичными моментами, а поэтому очень важно, чтобы в его канву было вплетено побольше оптимистичных энергонаполняющих событий, в которых присутствуют истинные вдохновители, подвижники, знатоки своего дела — настоящие ЛИЧНОСТИ. Для многочисленных учеников и приемников такую решающую роль в жизненном становлении сыграла профессор Светлана Петровна Бочарова. Как ЛИЧНОСТЬ-ориентир и пример для подражания во многих смыслах, Светлана Петровна была, есть и остается не только научным вдохновителем, но и мудрым советчиком для своих последователей и коллег. Лично для меня — вне всякого сомнения, поскольку только такой ПЕДАГОГ может быть в жизни значимой путеводной звездой, истинным НАУЧНЫМ НАСТАВНИКОМ и мне в этом посчастливилось. Именно к таким личностям, как профессор Бочарова С. П., относится меткое определение известного украинского психолога И. Д. Бех, что такие люди — настоящие «психомаяки», указывающие верную дорогу к самоопределению, которые способны и внутреннее спроецированы на то, чтобы воздействовать синергетически, поддерживать эмоционально, наполнять энергетически, а значит, предоставлять все возможности раскрыться в жизнекреативном ракурсе

## Память

### Бочаровские чтения
В Харьковском национальном университете внутренних дел была создана научно-практическая конференция «Бочаровськи чтения». Конференция (кроме первых двух) проходит каждые два года:
- Бочаровские чтения: I научно-практическая конференция — 29 марта 2013 года[9][10]
- Бочаровские чтения: II научно-практическая конференция — 28 февраля 2014 года[11]
- Бочаровские чтения: III научно-практическая конференция — 18 марта 2016 года[12], а по материалам работы конференции издан сборник научных статей[13]

Следующие чтения пройдут 13 апреля 2018 года.